# Lijst van hunebedden in Sleeswijk-Holstein

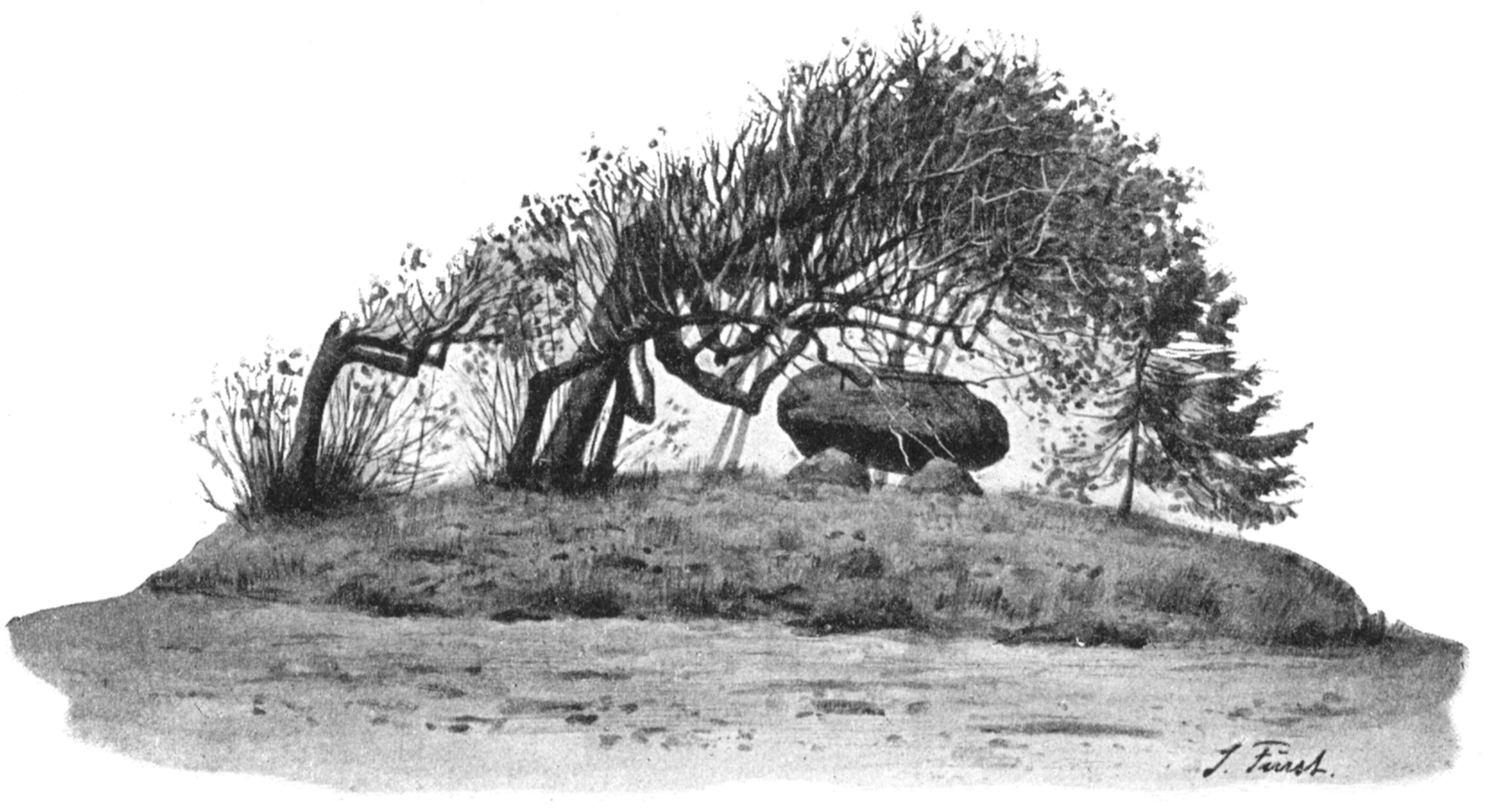
Het hunebed Opferstein bij Albersdorf, ca. 1895

De lijst van hunebedden in Sleeswijk-Holstein bevat alle bekende hunebedden in de Duitse deelstaat Sleeswijk-Holstein.

## Lijst van graven
- Spr.: Noemt (indien aanwezig) het nummer uit de Atlas der Megalithgräber Deutschlands van Ernst Sprockhoff
- Naam: Noemt de naam en alternatieve benamingen
- Plaats: Noemt Gemeinde en Ortsteil
- Kreis: FL: Flensburg; HEI: Kreis Dithmarschen; HL: Lübeck; IZ: Kreis Steinburg; NF: Kreis Nordfriesland; OD: Kreis Stormarn; OH: Kreis Ostholstein; PLÖ: Kreis Plön; RD: Kreis Rendsburg-Eckernförde; RZ: Kreis Herzogtum Lauenburg; SE: Kreis Segeberg; SL: Kreis Schleswig-Flensburg
- Type: Er zijn verschillende graftypen
  - Ganggrab: rechthoekige, trapeziumvormige of meerhoekige grafkamer met minstens drie draagstenen aan de lange zijdeen een toegang aan een lange zijde
  - Galeriegrab: in de bodem ingegraven rechthoekige grafkamer met toegang tot een voorruim aan een smalle zijde

### Behouden graven
| Spr. | LA  | Naam                                                                              | Plaats                                   | Landkreis    | Type                           | Opmerkingen | Afbeelding                        |
| ---- | --- | --------------------------------------------------------------------------------- | ---------------------------------------- | ------------ | ------------------------------ | --- | --------------------------------- |
| 144  |     | Großsteingrab Albersdorf 1                                                        | Albersdorf                               | HEI          |                                | enkel de dekheuvel is nog aanwezig |                                   |
| 145  |     | Großsteingrab Albersdorf 2                                                        | Albersdorf                               | HEI          |                                | |                                   |
| 146  |     | Großsteingrab Albersdorf 3                                                        | Albersdorf                               | HEI          | Polygonaldolmen                | |                                   |
| 147  |     | Großsteingrab Albersdorf 4                                                        | Albersdorf                               | HEI          |                                | |                                   |
| 148  |     | Großsteingrab Albersdorf 5                                                        | Albersdorf                               | HEI          |                                | enkel de dekheuvel is nog aanwezig |                                   |
| 149  |     | Großsteingrab Albersdorf 6                                                        | Albersdorf                               | HEI          |                                | enkel de dekheuvel is nog aanwezig |                                   |
| 150  |     | Großsteingrab Albersdorf 7 (Großsteingrab Brutkamp, „Opferaltar“)                 | Albersdorf                               | HEI          | Polygonaldolmen                | | Großsteingrab Albersdorf 7        |
| 151  |     | Großsteingrab Albersdorf 8 (Großsteingrab im Papenbusch)                          | Albersdorf                               | HEI          |                                | | Großsteingrab Albersdorf 8        |
| 250  |     | Großsteingrab Albertsdorf                                                         | Fehmarn, OT Albertsdorf                  | OH (Fehmarn) |                                | | Großsteingrab Albertsdorf         |
|      | 9   | Großsteingrab Alt Duvenstedt 1                                                    | Alt Duvenstedt                           | RD           |                                | enkel de dekheuvel is nog aanwezig |                                   |
| 93   |     | Großsteingrab Altenhof 1                                                          | Altenhof                                 | RD           |                                | |                                   |
| 94   |     | Großsteingrab Altenhof 2                                                          | Altenhof                                 | RD           |                                | |                                   |
| 96   |     | Großsteingrab Altenhof 4                                                          | Altenhof                                 | RD           |                                | |                                   |
| 97   |     | Großsteingrab Altenhof 5                                                          | Altenhof                                 | RD           |                                | |                                   |
| 6    |     | Großsteingrab Archsum 1 („Merelmerskhoog“)                                        | Sylt, OT Archsum                         | NF (Sylt)    | Ganggrab                       | |                                   |
| 7    | 74  | Großsteingrab Archsum 2                                                           | Sylt, OT Archsum                         | NF (Sylt)    | erweiterter Dolmen             | |                                   |
| 8    | 75  | Großsteingrab Archsum 3                                                           | Sylt, OT Archsum                         | NF (Sylt)    | erweiterter Dolmen             | twee grafkamers in een hunebed |                                   |
| 9    |     | Großsteingrab Archsum 4 („Kolkingehoog“)                                          | Sylt, OT Archsum                         | NF (Sylt)    | Ganggrab                       | |                                   |
| 158  | 47  | Großsteingrab Augustenhof 1                                                       | Haßmoor (Augustenhof)                    | RD           | Polygonaldolmen                | |                                   |
| 99   |     | Großsteingrab Behrensbrook 1                                                      | Neudorf-Bornstein, OT Behrensbrook       | RD           |                                | |                                   |
| 100  |     | Großsteingrab Behrensbrook 2                                                      | Neudorf-Bornstein, OT Behrensbrook       | RD           | erweiterter Dolmen             | |                                   |
| 101  |     | Großsteingrab Behrensbrook 3                                                      | Neudorf-Bornstein, OT Behrensbrook       | RD           |                                | |                                   |
| 102  |     | Großsteingrab Behrensbrook 4                                                      | Neudorf-Bornstein, OT Behrensbrook       | RD           |                                | |                                   |
| 103  |     | Großsteingrab Behrensbrook 5 („Königsgrab“)                                       | Neudorf-Bornstein, OT Behrensbrook       | RD           |                                | |                                   |
| 228  |     | Großsteingrab Belau                                                               | Belau                                    | PLÖ          |                                | |                                   |
| 201  |     | Großsteingrab Bellin                                                              | Lammershagen, OT Bellin                  | PLÖ          |                                | |                                   |
| 118  |     | Großsteingrab Birkenmoor 1                                                        | Schwedeneck, OT Birkenmoor               | RD           |                                | |                                   |
| 119  |     | Großsteingrab Birkenmoor 2                                                        | Schwedeneck, OT Birkenmoor               | RD           | Urdolmen                       | | Großsteingrab Birkenmoor 2        |
| 120  |     | Großsteingrab Birkenmoor 3                                                        | Schwedeneck, OT Birkenmoor               | RD           | erweiterter Dolmen             | | Großsteingrab Birkenmoor 3        |
| 121  |     | Großsteingrab Birkenmoor 4                                                        | Schwedeneck, OT Birkenmoor               | RD           | Polygonaldolmen                | |                                   |
| 122  |     | Großsteingrab Birkenmoor 5                                                        | Schwedeneck, OT Birkenmoor               | RD           | Ganggrab                       | |                                   |
| 123  |     | Großsteingrab Birkenmoor 6                                                        | Schwedeneck, OT Birkenmoor               | RD           | Ganggrab                       | |                                   |
| 124  |     | Großsteingrab Birkenmoor 7                                                        | Schwedeneck, OT Birkenmoor               | RD           |                                | |                                   |
| 125  |     | Großsteingrab Birkenmoor 8                                                        | Schwedeneck, OT Birkenmoor               | RD           | erweiterter Dolmen             | twee grafkamers in één hunebed | Großsteingrab Birkenmoor 8        |
| 126  |     | Großsteingrab Birkenmoor 9                                                        | Schwedeneck, OT Birkenmoor               | RD           |                                | | Großsteingrab Birkenmoor 9        |
| 127  |     | Großsteingrab Birkenmoor 10                                                       | Schwedeneck, OT Birkenmoor               | RD           |                                | |                                   |
| 128  |     | Großsteingrab Birkenmoor 11                                                       | Schwedeneck, OT Birkenmoor               | RD           |                                | |                                   |
| 129  |     | Großsteingrab Birkenmoor 12                                                       | Schwedeneck, OT Birkenmoor               | RD           |                                | |                                   |
| 130  |     | Großsteingrab Birkenmoor 13                                                       | Schwedeneck, OT Birkenmoor               | RD           | erweiterter Dolmen             | | Großsteingrab Birkenmoor 13       |
| 131  |     | Großsteingrab Birkenmoor 14                                                       | Schwedeneck, OT Birkenmoor               | RD           | erweiterter Dolmen             | | Großsteingrab Birkenmoor 14       |
| 132  |     | Großsteingrab Birkenmoor 15                                                       | Schwedeneck, OT Birkenmoor               | RD           | erweiterter Dolmen             | |                                   |
| 133  |     | Großsteingrab Birkenmoor 16                                                       | Schwedeneck, OT Birkenmoor               | RD           | erweiterter Dolmen             | |                                   |
| 249  |     | Großsteingrab Blankensee                                                          | Lübeck, OT St. Jürgen (Blankensee)       | HL           | Ganggrab (Holsteiner Kammer)   | | Großsteingrab Blankensee          |
| 208  |     | Großsteingrab Blekendorf                                                          | Blekendorf                               | PLÖ          |                                | |                                   |
| 49   |     | Großsteingrab Bohnert                                                             | Kosel, OT Bohnert                        | RD           |                                | |                                   |
| 135  |     | Großsteingrab Borghorsterhütten                                                   | Osdorf, OT Borghorsterhütten             | RD           |                                | |                                   |
| 163  |     | Großsteingrab Bossee („Margaretenberg“)                                           | Westensee (Gut Bossee)                   | RD           |                                | |                                   |
| 156  | 130 | Großsteingrab Bovenau                                                             | Bovenau                                  | RD           | Ganggrab                       | | Großsteingrab Bovenau             |
| 143  |     | Großsteingrab Bunsoh                                                              | Bunsoh                                   | HEI          | Ganggrab (Holsteiner Kammer)   | | Großsteingrab Bunsoh              |
| 50   |     | Großsteingrab Büstorf 1                                                           | Rieseby, OT Büstorf                      | RD           |                                | |                                   |
| 51   |     | Großsteingrab Büstorf 2                                                           | Rieseby, OT Büstorf                      | RD           |                                | |                                   |
| 52   |     | Großsteingrab Büstorf 3                                                           | Rieseby, OT Büstorf                      | RD           |                                | |                                   |
| 53   |     | Großsteingrab Büstorf 4                                                           | Rieseby, OT Büstorf                      | RD           | erweiterter Dolmen             | |                                   |
| 284  |     | Großsteingrab Cismar                                                              | Grömitz, OT Cismar                       | OH           |                                | |                                   |
| 282  |     | Großsteingrab Dahme                                                               | Dahme                                    | OH           | erweiterter Dolmen             | twee grafkamers in een hunebed |                                   |
| 60   |     | Großsteingrab Damp                                                                | Damp                                     | RD           |                                | enkel de dekheuvel is nog aanwezig |                                   |
| 115  |     | Großsteingrab Dänisch-Nienhof 1                                                   | Schwedeneck, OT Dänisch-Nienhof          | RD           | erweiterter Dolmen             | |                                   |
| 116  |     | Großsteingrab Dänisch-Nienhof 2                                                   | Schwedeneck, OT Dänisch-Nienhof          | RD           | erweiterter Dolmen             | |                                   |
| 117  |     | Großsteingrab Dänisch-Nienhof 3                                                   | Schwedeneck, OT Dänisch-Nienhof          | RD           | erweiterter Dolmen             | |                                   |
| 152  |     | Großsteingrab Dellbrück                                                           | Bargenstedt, OT Dellbrück                | HEI          | erweiterter Dolmen             | |                                   |
| 164  |     | Großsteingrab Deutsch-Nienhof 1                                                   | Westensee (Gut Deutsch-Nienhof)          | RD           | erweiterter Dolmen             | |                                   |
| 165  |     | Großsteingrab Deutsch-Nienhof 2                                                   | Westensee (Gut Deutsch-Nienhof)          | RD           | erweiterter Dolmen             | |                                   |
| 166  |     | Großsteingrab Deutsch-Nienhof 3                                                   | Westensee (Gut Deutsch-Nienhof)          | RD           |                                | |                                   |
| 167  |     | Großsteingrab Deutsch-Nienhof 4                                                   | Westensee (Gut Deutsch-Nienhof)          | RD           | Ganggrab                       | |                                   |
| 168  |     | Großsteingrab Deutsch-Nienhof 5                                                   | Westensee (Gut Deutsch-Nienhof)          | RD           | Ganggrab                       | |                                   |
| 181  |     | Großsteingrab Dobersdorf 1                                                        | Dobersdorf                               | PLÖ          |                                | |                                   |
| 182  |     | Großsteingrab Dobersdorf 2                                                        | Dobersdorf                               | PLÖ          | erweiterter Dolmen             | |                                   |
| 183  |     | Großsteingrab Dobersdorf 3                                                        | Dobersdorf                               | PLÖ          | erweiterter Dolmen             | |                                   |
| 184a |     | Großsteingrab Dobersdorf 4                                                        | Dobersdorf                               | PLÖ          | Großdolmen                     | |                                   |
| 184b |     | Großsteingrab Dobersdorf (5)                                                      | Dobersdorf                               | PLÖ          |                                | Einordnung als Großsteingrab unsicher |                                   |
| 55   | 1   | Großsteingrab Eichtal 1                                                           | Gammelby, OT Eichtal                     | RD           | erweiterter Dolmen             | |                                   |
| 173  |     | Großsteingrab Eisendorf 1                                                         | Eisendorf                                | RD           | erweiterter Dolmen             | |                                   |
|      |     | Großsteingrab Ellenberg                                                           | Kappeln, OT Ellenberg                    | SL           |                                | enkel de dekheuvel is nog aanwezig |                                   |
| 242  |     | Großsteingrab Fahrenkrug                                                          | Negernbötel                              | SE           | erweiterter Dolmen             | |                                   |
| 136  |     | Großsteingrab Felm                                                                | Felm                                     | RD           | Urdolmen                       | |                                   |
| 215  |     | Großsteingrab Flehm 1                                                             | Högsdorf, OT Flehm                       | PLÖ          | Ganggrab (Holsteiner Kammer)   | |                                   |
| 216  |     | Großsteingrab Flehm 2                                                             | Högsdorf, OT Flehm                       | PLÖ          | Ganggrab (Holsteiner Kammer)   | |                                   |
|      | 3   | Großsteingrab Flintbek LA 3                                                       | Flintbek                                 | RD           |                                | |                                   |
| 288  |     | Großsteingrab Fredeburg                                                           | Fredeburg                                | RZ           |                                | |                                   |
| 203  |     | Großsteingrab Futterkamp 1                                                        | Blekendorf, OT Futterkamp                | PLÖ          | erweiterter Dolmen             | twee grafkamers in een hunebed | Großsteingrab Futterkamp 1        |
| 204  |     | Großsteingrab Futterkamp 2                                                        | Blekendorf, OT Futterkamp                | PLÖ          |                                | | Großsteingrab Futterkamp 2        |
| 205  |     | Großsteingrab Futterkamp 3                                                        | Blekendorf, OT Futterkamp                | PLÖ          |                                | | Großsteingrab Futterkamp 3        |
| 206  |     | Großsteingrab Futterkamp 4                                                        | Blekendorf, OT Futterkamp                | PLÖ          | erweiterter Dolmen             | | Großsteingrab Futterkamp 4        |
| 207  |     | Großsteingrab Futterkamp 5                                                        | Blekendorf, OT Futterkamp                | PLÖ          |                                | |                                   |
| 186  |     | Großsteingrab Giekau                                                              | Giekau                                   | PLÖ          |                                | |                                   |
| 17   |     | Großsteingrab Glücksburg 1                                                        | Glücksburg (Ostsee)                      | SL           | erweiterter Dolmen             | | Großsteingrab Glücksburg 1        |
| 18   |     | Großsteingrab Glücksburg 2                                                        | Glücksburg (Ostsee)                      | SL           | erweiterter Dolmen             | | Großsteingrab Glücksburg 2        |
| 19   |     | Großsteingrab Glücksburg 3                                                        | Glücksburg (Ostsee)                      | SL           | erweiterter Dolmen             | | Großsteingrab Glücksburg 3        |
| 20   |     | Großsteingrab Glücksburg 4                                                        | Glücksburg (Ostsee)                      | SL           | unbekannt                      | | Großsteingrab Glücksburg 4        |
| 230  |     | Großsteingrab Gönnebek 1                                                          | Gönnebek                                 | SE           |                                | |                                   |
| 75   |     | Großsteingrab Goosefeld 1                                                         | Goosefeld                                | RD           |                                | |                                   |
| 76   |     | Großsteingrab Goosefeld 2                                                         | Goosefeld                                | RD           |                                | |                                   |
| 77   |     | Großsteingrab Goosefeld 3                                                         | Goosefeld                                | RD           |                                | |                                   |
| 78   |     | Großsteingrab Goosefeld 4                                                         | Goosefeld                                | RD           | erweiterter Dolmen             | | Großsteingrab Goosefeld 4         |
|      | 4   | Großsteingrab Gottrupel                                                           | Handewitt, OT Gottrupel                  | SL           |                                | durch bronzezeitliche Bestattungen überbaut |                                   |
| 210  |     | Großsteingrab Gowens 1                                                            | Dannau, OT Gowens                        | PLÖ          |                                | |                                   |
| 211  |     | Großsteingrab Gowens 2                                                            | Dannau, OT Gowens                        | PLÖ          |                                | |                                   |
| 212  |     | Großsteingrab Gowens 3                                                            | Dannau, OT Gowens                        | PLÖ          |                                | |                                   |
| 213  |     | Großsteingrab Gowens 4                                                            | Dannau, OT Gowens                        | PLÖ          |                                | |                                   |
| 276  |     | Großsteingrab Grammdorf                                                           | Wangels, OT Grammdorf                    | OH           | Ganggrab                       | | Großsteingrab Grammdorf           |
| 170  |     | Großsteingrab Grevenkrug 1                                                        | Grevenkrug                               | RD           |                                | |                                   |
| 171  |     | Großsteingrab Grevenkrug 2                                                        | Grevenkrug                               | RD           |                                | |                                   |
|      | 24  | Großsteingrab Grevenkrug 3                                                        | Grevenkrug                               | RD           | erweiterter Dolmen             | |                                   |
| 246  |     | Großsteingrab Gronenberg                                                          | Scharbeutz, OT Gronenberg                | OH           | erweiterter Dolmen             | |                                   |
| 114  |     | Großsteingrab Grönwohld                                                           | Schwedeneck, OT Grönwohld                | RD           |                                | |                                   |
| 244  |     | Großsteingrab Groß Rönnau                                                         | Negernbötel                              | SE           |                                | |                                   |
| 79   |     | Großsteingrab Groß Wittensee                                                      | Groß Wittensee                           | RD           | erweiterter Dolmen             | |                                   |
| 268  |     | Großsteingrab Großenbrode 1 (Großsteingrab Krausort, Großsteingrab Kronsteinberg) | Großenbrode                              | OH           | Urdolmen                       | | Großsteingrab Großenbrode 1       |
| 269  |     | Großsteingrab Großenbrode 2 („Königsgrab“)                                        | Großenbrode                              | OH           |                                | 1961 door een dam bebouwd voor de ramp met de Fehmarnsundbrücke                                                                                      |                                   |
| 217  |     | Großsteingrab Großrolübbe                                                         | Kletkamp (Gut Großrolübbe)               | PLÖ          |                                | |                                   |
| 73   |     | Großsteingrab Güby                                                                | Güby                                     | RD           | Ganggrab                       | |                                   |
| 172  |     | Großsteingrab Hademarschen                                                        | Hanerau-Hademarschen, OT Hademarschen    | RD           | Ganggrab (Holsteiner Kammer)   | | Großsteingrab Hademarschen        |
| 162  |     | Großsteingrab Hamdorf 1                                                           | Hamdorf                                  | RD           | erweiterter Dolmen             | |                                   |
| 272  |     | Großsteingrab Hansühn 1                                                           | Wangels, OT Hansühn                      | OH           | Ganggrab (Holsteiner Kammer)   | |                                   |
| 273  |     | Großsteingrab Hansühn 2                                                           | Wangels, OT Hansühn                      | OH           |                                | |                                   |
| 14a  |     | Großsteingrab Harrislee 1                                                         | Harrislee                                | SL           | unbekannt                      | alle stenen missen, alleen het hunebed is nog aanwezig                                                                                               | Großsteingräber Harrislee 1 und 2 |
| 14b  |     | Großsteingrab Harrislee 2                                                         | Harrislee                                | SL           | unbekannt                      | alle stenen missen, alleen het hunebed is nog aanwezig                                                                                               | Großsteingräber Harrislee 1 und 2 |
| 15   | 34  | Großsteingrab Harrislee 3 („Rovhoj“)                                              | Harrislee                                | SL           | erweiterter Dolmen             | | Großsteingrab Harrislee 3         |
| 80   |     | Großsteingrab Hemmelmark 1                                                        | Barkelsby, OT Gut Hemmelmark             | RD           |                                | |                                   |
| 81   |     | Großsteingrab Hemmelmark 2                                                        | Barkelsby, OT Gut Hemmelmark             | RD           |                                | |                                   |
| 82   |     | Großsteingrab Hemmelmark 3                                                        | Barkelsby, OT Gut Hemmelmark             | RD           |                                | |                                   |
| 83   |     | Großsteingrab Hemmelmark 4                                                        | Barkelsby, OT Gut Hemmelmark             | RD           |                                | |                                   |
| 84   |     | Großsteingrab Hemmelmark 5                                                        | Barkelsby, OT Gut Hemmelmark             | RD           | erweiterter Dolmen             | |                                   |
| 85   |     | Großsteingrab Hemmelmark 6                                                        | Barkelsby, OT Gut Hemmelmark             | RD           | erweiterter Dolmen             | |                                   |
| 86   |     | Großsteingrab Hemmelmark 7                                                        | Barkelsby, OT Gut Hemmelmark             | RD           |                                | |                                   |
| 87   |     | Großsteingrab Hemmelmark 8                                                        | Barkelsby, OT Gut Hemmelmark             | RD           | erweiterter Dolmen             | |                                   |
| 88   |     | Großsteingrab Hemmelmark 9                                                        | Barkelsby, OT Gut Hemmelmark             | RD           |                                | |                                   |
| 89   |     | Großsteingrab Hemmelmark 10                                                       | Barkelsby, OT Gut Hemmelmark             | RD           |                                | |                                   |
| 90   |     | Großsteingrab Hemmelmark 11                                                       | Barkelsby, OT Gut Hemmelmark             | RD           |                                | |                                   |
| 91   |     | Großsteingrab Hemmelmark 12                                                       | Barkelsby, OT Gut Hemmelmark             | RD           | erweiterter Dolmen             | |                                   |
| 92   |     | Großsteingrab Hemmelmark 13                                                       | Barkelsby, OT Gut Hemmelmark             | RD           |                                | |                                   |
| 194  |     | Großsteingrab Hoheneichen 1                                                       | Rastorf (Hof Hoheneichen)                | PLÖ          |                                | |                                   |
| 195  |     | Großsteingrab Hoheneichen 2                                                       | Rastorf (Hof Hoheneichen)                | PLÖ          | Ganggrab                       | |                                   |
| 214  |     | Großsteingrab Hohensasel                                                          | Rantzau (Gut Hohensasel)                 | PLÖ          |                                | |                                   |
| 59   |     | Großsteingrab Holzdorf                                                            | Holzdorf                                 | RD           | erweiterter Dolmen             | |                                   |
| 57   |     | Großsteingrab Hörst                                                               | Rieseby, OT Hörst                        | RD           | erweiterter Dolmen             | 1936 untersucht, danach wieder zugedeckt |                                   |
|      |     | Großsteingrab Hude                                                                | Hude                                     | NF           | erweiterter Dolmen             | |                                   |
|      | 27  | Großsteingrab Hüsby                                                               | Hüsby                                    | SL           | erweiterter Dolmen             | | Großsteingrab Hüsby               |
| 43   |     | Großsteingrab Idstedt 1 („Räuberhöhle“)                                           | Idstedt                                  | SL           | Ganggrab                       | | Großsteingrab Idstedt 1           |
|      |     | Großsteingrab Idstedt 2                                                           | Idstedt                                  | SL           |                                | nog slechts één steen aanwezig |                                   |
| 218  |     | Großsteingrab Kaköhl 1                                                            | Blekendorf, OT Kaköhl                    | PLÖ          |                                | | Großsteingrab Kaköhl 1            |
| 218  |     | Großsteingrab Kaköhl 2                                                            | Blekendorf, OT Kaköhl                    | PLÖ          |                                | | Großsteingrab Kaköhl 2            |
| 218  |     | Großsteingrab Kaköhl 3                                                            | Blekendorf, OT Kaköhl                    | PLÖ          |                                | | Großsteingrab Kaköhl 3            |
| 134  |     | Großsteingrab Kaltenhof                                                           | Dänischenhagen, OT Kaltenhof             | RD           | Großdolmen                     | |                                   |
| 1    |     | Großsteingrab Kampen 1                                                            | Kampen (Sylt)                            | NF (Sylt)    | Ganggrab                       | |                                   |
| 2    | 140 | Großsteingrab Kampen 2                                                            | Kampen (Sylt)                            | NF (Sylt)    | erweiterter Dolmen             | het meest noordelijke Großsteingrab van Duitsland |                                   |
| 3    | 180 | Großsteingrab Kampen 3                                                            | Kampen (Sylt)                            | NF (Sylt)    | erweiterter Dolmen             | |                                   |
| 66   |     | Großsteingrab Karlsminde                                                          | Waabs, OT Karlsminde                     | RD           | erweiterter Dolmen             | drie grafkamers in één hunebed, tussen 1976 en 1978 onderzocht en gerestaureerd                                                                      | Großsteingrab Karlsminde          |
| 251  |     | Großsteingrab Katharinenhof 1                                                     | Fehmarn, OT Katharinenhof                | OH (Fehmarn) | Ganggrab                       | |                                   |
| 252  |     | Großsteingrab Katharinenhof 2                                                     | Fehmarn, OT Katharinenhof                | OH (Fehmarn) |                                | |                                   |
| 253  |     | Großsteingrab Katharinenhof 3                                                     | Fehmarn, OT Katharinenhof                | OH (Fehmarn) |                                | |                                   |
| 254  |     | Großsteingrab Katharinenhof 4                                                     | Fehmarn, OT Katharinenhof                | OH (Fehmarn) | Ganggrab                       | |                                   |
| 255  |     | Großsteingrab Katharinenhof 5                                                     | Fehmarn, OT Katharinenhof                | OH (Fehmarn) | Urdolmen                       | |                                   |
| 280  |     | Großsteingrab Kellenhusen 1                                                       | Kellenhusen (Ostsee)                     | OH           | Ganggrab (Holsteiner Kammer)   | |                                   |
| 281  |     | Großsteingrab Kellenhusen 2                                                       | Kellenhusen (Ostsee)                     | OH           | erweiterter Dolmen             | |                                   |
|      |     | Großsteingrab Kellenhusen 3                                                       | Kellenhusen (Ostsee)                     | OH           |                                | tegenwoordig verzonken in het de zee, alleen bij sterke eb nog zichtbaar, classificatie als Großsteingrab onzeker                                    |                                   |
| 44   |     | Großsteingrab Ketelsby                                                            | Boren, OT Ketelsby                       | SL           |                                | |                                   |
| 69   |     | Großsteingrab Kleinwaabs 1                                                        | Waabs, OT Kleinwaabs                     | RD           |                                | |                                   |
| 70   |     | Großsteingrab Kleinwaabs 2                                                        | Waabs, OT Kleinwaabs                     | RD           |                                | |                                   |
| 185  |     | Großsteingrab Köhn                                                                | Köhn                                     | PLÖ          |                                | |                                   |
| 200  |     | Großsteingrab Lammershagen                                                        | Lammershagen                             | PLÖ          | Ganggrab                       | |                                   |
| 68   |     | Großsteingrab Langholz                                                            | Waabs, OT Langholz                       | RD           | erweiterter Dolmen             | | Großsteingrab Langholz            |
|      | 61  | Großsteingrab Langwedel                                                           | Langwedel                                | RD           | erweiterter Dolmen             | |                                   |
| 36   |     | Großsteingrab Lehbek                                                              | Gelting, OT Lehbek                       | SL           | erweiterter Dolmen             | | Großsteingrab Lehbek              |
| 67   |     | Großsteingrab Lehmberg                                                            | Waabs, OT Lehmberg                       | RD           | erweiterter Dolmen             | |                                   |
| 277  |     | Großsteingrab Lensahn                                                             | Lensahn                                  | OH           |                                | |                                   |
| 190  |     | Großsteingrab Lilienthal 1                                                        | Dobersdorf, OT Lilienthal                | PLÖ          |                                | |                                   |
| 191  |     | Großsteingrab Lilienthal 2                                                        | Dobersdorf, OT Lilienthal                | PLÖ          |                                | |                                   |
| 192  |     | Großsteingrab Lilienthal 3                                                        | Dobersdorf, OT Lilienthal                | PLÖ          |                                | |                                   |
| 193  |     | Großsteingrab Lilienthal 4                                                        | Dobersdorf, OT Lilienthal                | PLÖ          |                                | |                                   |
| 138  |     | Großsteingrab Linden-Pahlkrug („Riesenkeller“)                                    | Linden, OT Pahlkrug                      | HEI          | Ganggrab                       | 1879 en 1882 onderzocht; 1980 na-onderzoek en restauratie                                                                                            | Großsteingrab Linden-Pahlkrug     |
| 105  |     | Großsteingrab Lindhöft 1                                                          | Noer, OT Lindhöft                        | RD           |                                | |                                   |
| 106  |     | Großsteingrab Lindhöft 2                                                          | Noer, OT Lindhöft                        | RD           |                                | |                                   |
| 107  |     | Großsteingrab Lindhöft 3                                                          | Noer, OT Lindhöft                        | RD           |                                | |                                   |
| 108  |     | Großsteingrab Lindhöft 4                                                          | Noer, OT Lindhöft                        | RD           |                                | |                                   |
| 109  |     | Großsteingrab Lindhöft 5                                                          | Noer, OT Lindhöft                        | RD           |                                | |                                   |
| 110  |     | Großsteingrab Lindhöft 6                                                          | Noer, OT Lindhöft                        | RD           |                                | |                                   |
| 58   |     | Großsteingrab Loose                                                               | Loose                                    | RD           | erweiterter Dolmen             | | Großsteingrab Loose               |
| 265  |     | Großsteingrab Lütjenbrode 1                                                       | Großenbrode, OT Lütjenbrode              | OH           |                                | |                                   |
| 266  |     | Großsteingrab Lütjenbrode 2                                                       | Großenbrode, OT Lütjenbrode              | OH           |                                | |                                   |
| 267  |     | Großsteingrab Lütjenbrode 3                                                       | Großenbrode, OT Lütjenbrode              | OH           | Ganggrab (Holsteiner Kammer)   | |                                   |
| 275  |     | Großsteingrab Meischenstorf                                                       | Wangels, OT Meischenstorf                | OH           | Ganggrab (Holsteiner Kammer)   | |                                   |
| 169  |     | Großsteingrab Mielkendorf                                                         | Mielkendorf                              | RD           |                                | |                                   |
| 54   | 41  | Großsteingrab Missunde                                                            | Kosel, OT Missunde                       | RD           | Ganggrab                       | | Großsteingrab Missunde            |
| 25   |     | Großsteingrab Munkwolstrup 1                                                      | Munkbrarup, OT Siegum                    | SL           | erweiterter Dolmen?            | het grootste gerestaureerde Großsteingrab van Noord-Europa                                                                                           | Großsteingrab Munkwolstrup 1      |
| 26   |     | Großsteingrab Munkwolstrup 2                                                      | Sankelmark, OT Munkwolstrup              | SL           | erweiterter Dolmen?            | | Großsteingrab Munkwolstrup 2      |
| 27   |     | Großsteingrab Munkwolstrup 3                                                      | Sankelmark, OT Munkwolstrup              | SL           |                                | |                                   |
| 28   |     | Großsteingrab Munkwolstrup 4                                                      | Sankelmark, OT Munkwolstrup              | SL           |                                | | Großsteingrab Munkwolstrup 4      |
| 29   |     | Großsteingrab Munkwolstrup 5                                                      | Sankelmark, OT Munkwolstrup              | SL           | Urdolmen?                      | |                                   |
| 30   |     | Großsteingrab Munkwolstrup 6                                                      | Sankelmark, OT Munkwolstrup              | SL           | erweiterter Dolmen?            | |                                   |
| 31   |     | Großsteingrab Munkwolstrup 7                                                      | Sankelmark, OT Munkwolstrup              | SL           |                                | |                                   |
| 11   | 212 | Großsteingrab Nebel 1                                                             | Nebel                                    | NF (Amrum)   | erweiterter Dolmen, Großdolmen | twee grafkamers in één hunebed | Großsteingrab Nebel 1             |
| 12   |     | Großsteingrab Nebel 2 (Großsteingrab Steenodde)                                   | Nebel, OT Steenodde                      | NF (Amrum)   | erweiterter Dolmen             | | Großsteingrab Nebel 2             |
| 238  |     | Großsteingrab Negernbötel 1                                                       | Negernbötel                              | SE           | Großdolmen                     | |                                   |
| 239  |     | Großsteingrab Negernbötel 2                                                       | Negernbötel                              | SE           |                                | |                                   |
| 240  |     | Großsteingrab Negernbötel 3                                                       | Negernbötel                              | SE           |                                | |                                   |
| 241  |     | Großsteingrab Negernbötel 4                                                       | Negernbötel                              | SE           |                                | |                                   |
| 221  |     | Großsteingrab Nehmten 1                                                           | Nehmten                                  | PLÖ          |                                | |                                   |
| 222  |     | Großsteingrab Nehmten 2                                                           | Nehmten                                  | PLÖ          |                                | |                                   |
| 223  |     | Großsteingrab Nehmten 3                                                           | Nehmten                                  | PLÖ          |                                | |                                   |
| 224  |     | Großsteingrab Nehmten 4                                                           | Nehmten                                  | PLÖ          |                                | |                                   |
| 225  |     | Großsteingrab Nehmten 5                                                           | Nehmten                                  | PLÖ          |                                | |                                   |
| 226  |     | Großsteingrab Nehmten 6                                                           | Nehmten                                  | PLÖ          |                                | |                                   |
| 227  |     | Großsteingrab Nehmten 7                                                           | Nehmten                                  | PLÖ          |                                | |                                   |
| 270  |     | Großsteingrab Neutestorf 1                                                        | Wangels, OT Neutestorf                   | OH           | Ganggrab                       | |                                   |
| 271  |     | Großsteingrab Neutestorf 2                                                        | Wangels, OT Neutestorf                   | OH           | Ganggrab (Holsteiner Kammer)   | |                                   |
| 111  |     | Großsteingrab Noer 1                                                              | Noer                                     | RD           | erweiterter Dolmen, Urdolmen   | drie grafkamers in één hunebed |                                   |
| 112  |     | Großsteingrab Noer 2                                                              | Noer                                     | RD           |                                | |                                   |
| 113  |     | Großsteingrab Noer 3                                                              | Noer                                     | RD           |                                | |                                   |
| 247  |     | Großsteingrab Offendorf                                                           | Ratekau, OT Offendorf                    | OH           |                                | | Großsteingrab Offendorf           |
| 48   |     | Großsteingrab Olpenitz                                                            | Kappeln, OT Olpenitz                     | SL           | erweiterter Dolmen             | twee grafkamers in één hunebed | Großsteingrab Olpenitz            |
| 157  |     | Großsteingrab Ostenfeld                                                           | Ostenfeld (Rendsburg)                    | RD           | erweiterter Dolmen             | twee grafkamers in één hunebed |                                   |
| 187  |     | Großsteingrab Panker 1                                                            | Panker                                   | PLÖ          | erweiterter Dolmen             | |                                   |
| 188  |     | Großsteingrab Panker 2                                                            | Panker                                   | PLÖ          |                                | |                                   |
| 248  |     | Großsteingrab Pöppendorf                                                          | Lübeck, OT Kücknitz (Pöppendorf)         | HL           | Ganggrab (Holsteiner Kammer)   | | Großsteingrab Pöppendorf          |
| 39   |     | Großsteingrab Poppholz („Poppostein“, „Taufstein“)                                | Sieverstedt, OT Poppholz                 | SL           | erweiterter Dolmen             | | Großsteingrab Poppholz            |
| 180  |     | Großsteingrab Probsteierhagen                                                     | Probsteierhagen                          | PLÖ          |                                | |                                   |
| 179  |     | Großsteingrab Puls 1                                                              | Puls                                     | IZ           |                                | enkel de dekheuvel is nog aanwezig |                                   |
| 257  |     | Großsteingrab Putlos 1                                                            | Wangels, OT Weißenhäuser Strand (Putlos) | OH           | erweiterter Dolmen             | drie grafkamers in één hunebed |                                   |
| 258  |     | Großsteingrab Putlos 2                                                            | Wangels, OT Weißenhäuser Strand (Putlos) | OH           |                                | |                                   |
| 259  |     | Großsteingrab Putlos 3                                                            | Wangels, OT Weißenhäuser Strand (Putlos) | OH           | Urdolmen                       | |                                   |
| 260  |     | Großsteingrab Putlos 4                                                            | Wangels, OT Weißenhäuser Strand (Putlos) | OH           | erweiterter Dolmen             | |                                   |
| 261  |     | Großsteingrab Putlos 5                                                            | Wangels, OT Weißenhäuser Strand (Putlos) | OH           | erweiterter Dolmen             | |                                   |
| 262  |     | Großsteingrab Putlos 6                                                            | Wangels, OT Weißenhäuser Strand (Putlos) | OH           |                                | |                                   |
| 263  |     | Großsteingrab Putlos 7                                                            | Wangels, OT Weißenhäuser Strand (Putlos) | OH           |                                | |                                   |
| 264  |     | Großsteingrab Putlos 8                                                            | Wangels, OT Weißenhäuser Strand (Putlos) | OH           |                                | |                                   |
| 72   |     | Großsteingrab Ramsdorf 2                                                          | Owschlag, OT Ramsdorf                    | RD           |                                | |                                   |
| 202  |     | Großsteingrab Rantzau                                                             | Rantzau                                  | PLÖ          | erweiterter Dolmen             | |                                   |
| 196  |     | Großsteingrab Rastorf 1                                                           | Rastorf                                  | PLÖ          |                                | |                                   |
| 197  |     | Großsteingrab Rastorf 2                                                           | Rastorf                                  | PLÖ          |                                | |                                   |
| 198  |     | Großsteingrab Rastorf 3                                                           | Rastorf                                  | PLÖ          |                                | |                                   |
|      | 200 | Großsteingrab Ratekau 2                                                           | Ratekau                                  | OH           | erweiterter Dolmen             | |                                   |
|      |     | Großsteingrab Ratekau 3                                                           | Ratekau                                  | OH           |                                | |                                   |
|      |     | Großsteingrab Ratekau 4                                                           | Ratekau                                  | OH           |                                | |                                   |
|      |     | Großsteingrab Ratekau 5                                                           | Ratekau                                  | OH           |                                | |                                   |
|      |     | Großsteingrab Ratekau 6                                                           | Ratekau                                  | OH           |                                | |                                   |
|      |     | Großsteingrab Ratekau 7                                                           | Ratekau                                  | OH           |                                | |                                   |
| 40   |     | Großsteingrab Rehbergholz („Pinnesgrab“)                                          | Mittelangeln, OT Rehberg                 | SL           | erweiterter Dolmen             | | Großsteingrab Rehbergholz         |
| 286  | 3   | Großsteingrab Reinfeld                                                            | Reinfeld (Holstein)                      | OD           |                                | |                                   |
| 61   |     | Großsteingrab Rothensande 1                                                       | Kappeln, OT Olpenitz                     | RD           | erweiterter Dolmen             | | Großsteingrab Rothensande 1       |
| 62   |     | Großsteingrab Rothensande 2                                                       | Kappeln, OT Olpenitz                     | RD           | erweiterter Dolmen             | | Großsteingrab Rothensande 2       |
| 63   |     | Großsteingrab Rothensande 3                                                       | Kappeln, OT Olpenitz                     | RD           | Polygonaldolmen, Großdolmen    | twee grafkamers in een heuvel | Großsteingrab Rothensande 3       |
| 64   |     | Großsteingrab Rothensande 4                                                       | Kappeln, OT Olpenitz                     | RD           | erweiterter Dolmen             | | Großsteingrab Rothensande 4       |
| 98   |     | Großsteingrab Rothenstein                                                         | Neudorf-Bornstein, OT Rothenstein        | RD           |                                | |                                   |
| 289  |     | Großsteingrab Sachsenwald Alter Hau 1 („Steenaben“)                               | Sachsenwald (Gemeindefreies Gebiet)      | RZ           | kammerloses Hünenbett          | |                                   |
| 290  |     | Großsteingrab Sachsenwald Alter Hau 2                                             | Sachsenwald (Gemeindefreies Gebiet)      | RZ           | kammerloses Hünenbett          | |                                   |
| 291  | 913 | Großsteingrab Sachsenwald Alter Hau 3                                             | Sachsenwald (Gemeindefreies Gebiet)      | RZ           | kammerloses Hünenbett          | |                                   |
| 292  | 981 | Großsteingrab Sachsenwald Alter Hau 4                                             | Sachsenwald (Gemeindefreies Gebiet)      | RZ           | kammerloses Hünenbett          | |                                   |
| 293  | 916 | Großsteingrab Sachsenwald Alter Hau 5                                             | Sachsenwald (Gemeindefreies Gebiet)      | RZ           | kammerloses Hünenbett          | |                                   |
| 294  | 914 | Großsteingrab Sachsenwald Alter Hau 6                                             | Sachsenwald (Gemeindefreies Gebiet)      | RZ           | kammerloses Hünenbett          | |                                   |
|      |     | Großsteingrab Sachsenwald Alter Hau 7                                             | Sachsenwald (Gemeindefreies Gebiet)      | RZ           |                                | |                                   |
| 295  |     | Großsteingrab Sachsenwald Alter Hau 8                                             | Sachsenwald (Gemeindefreies Gebiet)      | RZ           | erweiterter Dolmen             | |                                   |
| 296  |     | Großsteingrab Sachsenwald Brandhorst 1                                            | Sachsenwald (Gemeindefreies Gebiet)      | RZ           | kammerloses Hünenbett          | |                                   |
| 297  |     | Großsteingrab Sachsenwald Brandhorst 2                                            | Sachsenwald (Gemeindefreies Gebiet)      | RZ           | kammerloses Hünenbett          | |                                   |
| 303a |     | Großsteingrab Sachsenwald Fahrenhorst 1                                           | Sachsenwald (Gemeindefreies Gebiet)      | RZ           |                                | |                                   |
| 303b |     | Großsteingrab Sachsenwald Fahrenhorst 2                                           | Sachsenwald (Gemeindefreies Gebiet)      | RZ           | kammerloses Hünenbett          | |                                   |
| 303c |     | Großsteingrab Sachsenwald Fahrenhorst 3                                           | Sachsenwald (Gemeindefreies Gebiet)      | RZ           | kammerloses Hünenbett          | |                                   |
|      |     | Großsteingrab Sachsenwald Friedrichsruh 1                                         | Sachsenwald (Gemeindefreies Gebiet)      | RZ           |                                | |                                   |
|      |     | Großsteingrab Sachsenwald Friedrichsruh 2                                         | Sachsenwald (Gemeindefreies Gebiet)      | RZ           |                                | |                                   |
|      |     | Großsteingrab Sachsenwald Friedrichsruh 3                                         | Sachsenwald (Gemeindefreies Gebiet)      | RZ           |                                | |                                   |
|      |     | Großsteingrab Sachsenwald Friedrichsruh 4                                         | Sachsenwald (Gemeindefreies Gebiet)      | RZ           |                                | |                                   |
|      |     | Großsteingrab Sachsenwald Friedrichsruh 5                                         | Sachsenwald (Gemeindefreies Gebiet)      | RZ           |                                | |                                   |
|      |     | Großsteingrab Sachsenwald Friedrichsruh 6                                         | Sachsenwald (Gemeindefreies Gebiet)      | RZ           |                                | |                                   |
|      |     | Großsteingrab Sachsenwald Friedrichsruh 7                                         | Sachsenwald (Gemeindefreies Gebiet)      | RZ           |                                | |                                   |
|      |     | Großsteingrab Sachsenwald Friedrichsruh 8                                         | Sachsenwald (Gemeindefreies Gebiet)      | RZ           |                                | |                                   |
|      |     | Großsteingrab Sachsenwald Friedrichsruh 9                                         | Sachsenwald (Gemeindefreies Gebiet)      | RZ           |                                | |                                   |
|      |     | Großsteingrab Sachsenwald Friedrichsruh 10                                        | Sachsenwald (Gemeindefreies Gebiet)      | RZ           |                                | |                                   |
| 302  |     | Großsteingrab Sachsenwald Heinshorst                                              | Sachsenwald (Gemeindefreies Gebiet)      | RZ           | kammerloses Hünenbett          | |                                   |
| 298  |     | Großsteingrab Sachsenwald Saupark 1                                               | Sachsenwald (Gemeindefreies Gebiet)      | RZ           | erweiterter Dolmen             | |                                   |
| 299  |     | Großsteingrab Sachsenwald Saupark 2                                               | Sachsenwald (Gemeindefreies Gebiet)      | RZ           |                                | |                                   |
| 300  |     | Großsteingrab Sachsenwald Saupark 3                                               | Sachsenwald (Gemeindefreies Gebiet)      | RZ           | kammerloses Hünenbett          | |                                   |
| 301  |     | Großsteingrab Sachsenwald Saupark 4                                               | Sachsenwald (Gemeindefreies Gebiet)      | RZ           | kammerloses Hünenbett          | |                                   |
|      | 27  | Großsteingrab Sankt Michaelisdonn                                                 | Sankt Michaelisdonn                      | HEI          | erweiterter Dolmen             | twee grafkamers in één hunebed; 1975 in het kader van de uitbreiding van het vliegveld onderzocht                                                    |                                   |
|      |     | Großsteingrab Schalkholz 2                                                        | Schalkholz                               | HEI          |                                | stark gestört |                                   |
| 287  |     | Großsteingrab Schönningstedt                                                      | Reinbek, OT Schönningstedt               | OH           | Ganggrab                       | |                                   |
| 47a  |     | Großsteingrab Schuby 1 („Dronninghoi“)                                            | Schuby                                   | SL           |                                | Im gleichen Hügel wie Grab Schuby 2 |                                   |
| 47b  |     | Großsteingrab Schuby 2 („Dronninghoi“)                                            | Schuby                                   | SL           |                                | Im gleichen Hügel wie Grab Schuby 1 |                                   |
|      | 4   | Großsteingrab Schwesing 1                                                         | Schwesing                                | NF           |                                | |                                   |
|      | 48  | Großsteingrab Schwesing 6                                                         | Schwesing                                | NF           |                                | |                                   |
|      | 1   | Großsteingrab Schwabstedt                                                         | Schwabstedt                              | NF           | Ganggrab                       | 1966 ontdekt en uitgegraven. De oorspronkelijke stenen van de kamer waren niet meer aanwezig en werden met de omliggende zwerfstenen gereconstrueerd |                                   |
| 176  |     | Großsteingrab Seedorf                                                             | Borgdorf-Seedorf, OT Seedorf             | RD           | erweiterter Dolmen             | |                                   |
| 22   |     | Großsteingrab Siegum                                                              | Munkbrarup, OT Siegum                    | SL           | erweiterter Dolmen             | | Großsteingrab Siegum              |
| 283  |     | Großsteingrab Sierhagen 1                                                         | Altenkrempe, OT Sierhagen                | OH           |                                | |                                   |
| 284  |     | Großsteingrab Sierhagen 2                                                         | Altenkrempe, OT Sierhagen                | OH           | Ganggrab (Holsteiner Kammer)   | |                                   |
| 245  |     | Großsteingrab Sieversdorf                                                         | Malente, OT Sieversdorf                  | OH           | erweiterter Dolmen             | |                                   |
|      |     | Großsteingrab Siggen                                                              | Heringsdorf, OT Siggen                   | OH           |                                | |                                   |
| 189  |     | Großsteingrab Söhren                                                              | Dobersdorf                               | PLÖ          |                                | teilweise zu einem Denkmal umgearbeitet |                                   |
| 65   |     | Großsteingrab Sophienhof                                                          | Waabs, OT Sophienhof                     | RD           | erweiterter Dolmen             | | Großsteingrab Sophienhof          |
| 256  |     | Großsteingrab Staberdorf                                                          | Fehmarn, OT Staberdorf                   | OH (Fehmarn) |                                | | Großsteingrab Staberdorf          |
| 41   |     | Großsteingrab Süderfahrenstedt 4                                                  | Süderfahrenstedt                         | SL           |                                | |                                   |
| 140  |     | Großsteingrab Süderholm                                                           | Heide, OT Süderholm-Bennewohld           | HEI          | erweiterter Dolmen             | |                                   |
| 38   |     | Großsteingrab Süderschmedeby                                                      | Sieverstedt, OT Süderschmedeby           | SL           | Polygonaldolmen?               | |                                   |
| 278  |     | Großsteingrab Süssau 1                                                            | Heringsdorf, OT Süssau                   | OH           |                                | |                                   |
| 279  |     | Großsteingrab Süssau 2                                                            | Heringsdorf, OT Süssau                   | OH           |                                | |                                   |
| 231  |     | Großsteingrab Tarbek 1                                                            | Tarbek                                   | SE           | erweiterter Dolmen             | |                                   |
| 232  |     | Großsteingrab Tarbek 2                                                            | Tarbek                                   | SE           |                                | |                                   |
| 153  |     | Großsteingrab Tensbüttel                                                          | Tensbüttel-Röst, OT Tensbüttel           | HEI          | Polygonaldolmen                | |                                   |
| 237  |     | Großsteingrab Tensfeld                                                            | Tensfeld                                 | SE           |                                | |                                   |
| 274  |     | Großsteingrab Testorf                                                             | Wangels, OT Testorf                      | OH           | Ganggrab (Holsteiner Kammer)   | |                                   |
| 177  |     | Großsteingrab Thaden 1                                                            | Thaden                                   | RD           | Ganggrab                       | |                                   |
| 178  |     | Großsteingrab Thaden 2                                                            | Thaden                                   | RD           |                                | |                                   |
|      |     | Großsteingrab Thaden 3                                                            | Thaden                                   | RD           |                                | |                                   |
|      |     | Großsteingrab Thaden 4                                                            | Thaden                                   | RD           |                                | |                                   |
|      | 37  | Großsteingrab Tinnum                                                              | Sylt, OT Tinnum                          | NF (Sylt)    | kammerloses Hünenbett          | |                                   |
| 13   |     | Großsteingrab Utersum 1 (Großsteingrab Sunberig)                                  | Utersum                                  | NF (Föhr)    | erweiterter Dolmen             | Kistenartiger Dolmen |                                   |
| 137  |     | Großsteingrab Weddingstedt                                                        | Weddingstedt                             | HEI          |                                | |                                   |
| 4    |     | Großsteingrab Wenningstedt („Denghoog“)                                           | Wenningstedt-Braderup (Sylt)             | NF (Sylt)    | Ganggrab                       | | Großsteingrab Wenningstedt        |
|      | 46  | Großsteingrab Westerland 1                                                        | Sylt, OT Westerland                      | NF (Sylt)    |                                | |                                   |
|      | 47  | Großsteingrab Westerland 2                                                        | Sylt, OT Westerland                      | NF (Sylt)    |                                | |                                   |
| 209  |     | Großsteingrab Wetterade                                                           | Helmstorf, OT Wetterade                  | PLÖ          |                                | |                                   |
| 199  |     | Großsteingrab Wildenhorst                                                         | Rastorf, OT Wildenhorst                  | PLÖ          | Großdolmen                     | |                                   |
| 74   |     | Großsteingrab Windeby                                                             | Windeby                                  | RD           |                                | |                                   |
| 243  | 10  | Großsteingrab Wittenborn                                                          | Wittenborn                               | SE           | erweiterter Dolmen             | |                                   |

### Verplaatste graven
| Spr. | LA | Naam                             | Pleaats               | Landkreis | Typ                | Opmerkingen | Afbeelding                 |
| ---- | -- | -------------------------------- | --------------------- | --------- | ------------------ | --- | -------------------------- |
| 155  |    | Großsteingrab Büdelsdorf 1       | Büdelsdorf            | RD        | erweiterter Dolmen | zo’n 300 meter verplaatst vanaf de oorspronkelijke vindplaats                                                                             | Großsteingrab Büdelsdorf 1 |
|      |    | Großsteingrab Büdelsdorf 2       | Büdelsdorf            | RD        | erweiterter Dolmen | |                            |
| 154  | 71 | Großsteingrab Frestedt           | Frestedt              | HEI       | erweiterter Dolmen | 1984 naar het Heimatmuseum van Heide verplaatst, toen dit sloot werd het gereconstrueerd in Archäologisch-Ökologischen Zentrum Albersdorf | Großsteingrab Frestedt     |
|      | 3  | Großsteingrab Hemmingstedt       | Hemmingstedt          | HEI       | Ganggrab           | |                            |
| 104  | 27 | Großsteingrab Hohenkamp          | Noer, OT Lindhöft     | RD        | erweiterter Dolmen | |                            |
| 5    | 70 | Großsteingrab Keitum („Harhoog“) | Sylt, OT Keitum       | NF (Sylt) | erweiterter Dolmen | oorspronkelijk 300 meter ten noorden van de straat Keitum naar Tinnum, in 1954 verplaatst naar de zuidoostelijke uitvalsweg van Keitum    | Großsteingrab Keitum       |
| 45   |    | Großsteingrab Lottorf 1          | Lottorf               | SL        | erweiterter Dolmen | naar de Bundesautobahn 7 verplaatst |                            |
| 46   |    | Großsteingrab Lottorf 2          | Lottorf               | SL        | erweiterter Dolmen | staat tegenwoordig op het terrein van de Christian-Albrechts-Universität Kiel                                                             |                            |
|      |    | Großsteingrab Malente            | Malente               | OH        |                    | | Großsteingrab Malente      |
| 71   | 54 | Großsteingrab Ramsdorf 1         | Owschlag, OT Ramsdorf | RD        | erweiterter Dolmen | 1956 wetenschappelijk onderzocht, later zo’n 400 meter van de oorspronkelijke plek opgebouwd                                              |                            |
| 139  | 33 | Großsteingrab Schalkholz         | Schalkholz            | HEI       | Ganggrab           | |                            |
|      |    | Großsteingrab Warringholz        | Warringholz           | IZ        | Ganggrab           | verplaatst naar Itzehoe |                            |

### Vernietigde graven
| Spr. | LA  | Naam                                                   | Plaats                                        | Landkreis    | Type                         | Opmerkingen                                                        | Afbeelding                |
| ---- | --- | ------------------------------------------------------ | --------------------------------------------- | ------------ | ---------------------------- | ------------------------------------------------------------------ | ------------------------- |
|      |     | Großsteingrab Aasbüttel                                | Aasbüttel                                     | IZ           |                              |                                                                    |                           |
|      | 73  | Großsteingrab Alt Duvenstedt 2                         | Alt Duvenstedt                                | RD           |                              |                                                                    |                           |
| 95   | 23  | Großsteingrab Altenhof 3                               | Altenhof                                      | RD           | erweiterter Dolmen           | 1963 in het kader van de aanleg van der B 76 vernietigd.           |                           |
|      | 71  | Großsteingrab Archsum 5 („Tjülseker“)                  | Sylt, OT Archsum                              | NF (Sylt)    |                              |                                                                    |                           |
| 142  |     | Großsteingrab Arkebek                                  | Arkebek                                       | HEI          |                              |                                                                    |                           |
| 159  |     | Großsteingrab Augustenhof 2                            | Haßmoor (Augustenhof)                         | RD           |                              |                                                                    |                           |
|      |     | Großsteingrab Barg                                     | Sörup, OT Barg                                | SL           |                              |                                                                    |                           |
|      |     | Großsteingrab Bargenstedt                              | Bargenstedt                                   | HEI          |                              |                                                                    |                           |
|      |     | Großsteingrab Bebensee                                 | Bebensee                                      | SE           |                              |                                                                    |                           |
|      |     | Großsteingräber bei Bentfeld                           | Schashagen, OT Bentfeld                       | OH           |                              | meerdere vernietigde graven                                        |                           |
|      |     | Großsteingrab Bergmühle 1                              | Fehmarn, OT Wulfen (Bergmühle)                | OH (Fehmarn) |                              |                                                                    |                           |
|      |     | Großsteingrab Bergmühle 2                              | Fehmarn, OT Wulfen (Bergmühle)                | OH (Fehmarn) |                              |                                                                    |                           |
|      |     | Großsteingrab Bergmühle 3                              | Fehmarn, OT Wulfen (Bergmühle)                | OH (Fehmarn) |                              |                                                                    |                           |
|      |     | Großsteingrab Bergmühle 4                              | Fehmarn, OT Wulfen (Bergmühle)                | OH (Fehmarn) |                              |                                                                    |                           |
|      |     | Großsteingrab Besenhorst 1                             | Geesthacht, OT Besenhorst                     | RZ           |                              |                                                                    |                           |
|      |     | Großsteingrab Besenhorst 2                             | Geesthacht, OT Besenhorst                     | RZ           |                              |                                                                    |                           |
|      |     | Großsteingrab Bisdorf („Kluntsteen“, „Klümpensteen“)   | Fehmarn, OT Bisdorf                           | OH (Fehmarn) |                              |                                                                    |                           |
| 21   |     | Großsteingrab Bockholm                                 | Glücksburg (Ostsee), OT Bockholm              | SL           | Polygonaldolmen              |                                                                    | Großsteingrab Bockholm    |
|      |     | Großsteingrab Boltoft                                  | Sterup, OT Boltoft                            | SL           |                              |                                                                    |                           |
|      |     | Großsteingrab Bordesholm 1 (Fundstelle Vehling 17)     | Bordesholm                                    | RD           |                              |                                                                    |                           |
|      |     | Großsteingrab Bordesholm 2 (Fundstelle Vehling 17/3)   | Bordesholm                                    | RD           |                              |                                                                    |                           |
|      |     | Großsteingrab Bordesholm 3 (Fundstelle 491)            | Bordesholm                                    | RD           |                              |                                                                    |                           |
|      |     | Großsteingrab Bordesholm 4 (Fundstelle 681)            | Bordesholm                                    | RD           |                              |                                                                    |                           |
|      |     | Großsteingrab Borgdorf                                 | Borgdorf-Seedorf, OT Borgdorf                 | RD           |                              |                                                                    |                           |
|      | 23  | Großsteingrab Borgstedt 1                              | Borgstedt                                     | RD           |                              |                                                                    |                           |
|      | 24  | Großsteingrab Borgstedt 2                              | Borgstedt                                     | RD           |                              |                                                                    |                           |
|      | 25  | Großsteingrab Borgstedt 3                              | Borgstedt                                     | RD           |                              |                                                                    |                           |
|      | 26  | Großsteingrab Borgstedt 4                              | Borgstedt                                     | RD           |                              |                                                                    |                           |
|      | 27  | Großsteingrab Borgstedt 5                              | Borgstedt                                     | RD           |                              |                                                                    |                           |
|      | 28  | Großsteingrab Borgstedt 6                              | Borgstedt                                     | RD           | erweiterter Dolmen           |                                                                    |                           |
|      | 29  | Großsteingrab Borgstedt 7                              | Borgstedt                                     | RD           |                              |                                                                    |                           |
|      | 30  | Großsteingrab Borgstedt 8                              | Borgstedt                                     | RD           |                              |                                                                    |                           |
|      | 31  | Großsteingrab Borgstedt 9                              | Borgstedt                                     | RD           |                              |                                                                    |                           |
|      | 32  | Großsteingrab Borgstedt 10                             | Bordesholm                                    | RD           |                              |                                                                    |                           |
|      |     | Großsteingrab Bornhöved 1                              | Bornhöved                                     | SE           |                              |                                                                    |                           |
|      |     | Großsteingrab Bornhöved 2                              | Bornhöved                                     | SE           |                              |                                                                    |                           |
|      |     | Großsteingrab Bornhöved 3                              | Bornhöved                                     | SE           |                              |                                                                    |                           |
|      |     | Großsteingrab Bornhöved 4                              | Bornhöved                                     | SE           |                              |                                                                    |                           |
|      |     | Großsteingrab Bornhöved 5                              | Bornhöved                                     | SE           |                              |                                                                    |                           |
|      |     | Großsteingrab Bornhöved 6                              | Bornhöved                                     | SE           |                              |                                                                    |                           |
|      |     | Großsteingrab Bornhöved 7                              | Bornhöved                                     | SE           |                              |                                                                    |                           |
|      |     | Großsteingrab Bornhöved 8                              | Bornhöved                                     | SE           |                              |                                                                    |                           |
|      |     | Großsteingrab Bornhöved 9                              | Bornhöved                                     | SE           |                              |                                                                    |                           |
|      |     | Großsteingrab Bornhöved 10                             | Bornhöved                                     | SE           |                              |                                                                    |                           |
|      |     | Großsteingrab Bornhöved 11                             | Bornhöved                                     | SE           |                              |                                                                    |                           |
|      |     | Großsteingrab Bornhöved 12                             | Bornhöved                                     | SE           |                              |                                                                    |                           |
|      |     | Großsteingrab Bornhöved 13                             | Bornhöved                                     | SE           |                              |                                                                    |                           |
|      |     | Großsteingrab Bornhöved 14                             | Bornhöved                                     | SE           |                              |                                                                    |                           |
|      |     | Großsteingrab Bornhöved 15                             | Bornhöved                                     | SE           |                              |                                                                    |                           |
|      |     | Großsteingrab Bornhöved 16                             | Bornhöved                                     | SE           |                              |                                                                    |                           |
|      |     | Großsteingrab Bornhöved 17                             | Bornhöved                                     | SE           |                              |                                                                    |                           |
|      |     | Großsteingrab Bornhöved 18                             | Bornhöved                                     | SE           |                              |                                                                    |                           |
|      |     | Großsteingrab Bornhöved 19                             | Bornhöved                                     | SE           |                              |                                                                    |                           |
|      |     | Großsteingrab Bornhöved 20                             | Bornhöved                                     | SE           |                              |                                                                    |                           |
|      |     | Großsteingrab Bornhöved 21                             | Bornhöved                                     | SE           |                              |                                                                    |                           |
|      |     | Großsteingrab Bornhöved 22                             | Bornhöved                                     | SE           |                              |                                                                    |                           |
|      |     | Großsteingrab Bornhöved 23                             | Bornhöved                                     | SE           |                              |                                                                    |                           |
|      |     | Großsteingrab Bornhöved 24                             | Bornhöved                                     | SE           |                              |                                                                    |                           |
|      |     | Großsteingrab Bornhöved 25                             | Bornhöved                                     | SE           |                              |                                                                    |                           |
|      |     | Großsteingrab Bornhöved 26                             | Bornhöved                                     | SE           |                              |                                                                    |                           |
|      |     | Großsteingrab Bornhöved 27                             | Bornhöved                                     | SE           |                              |                                                                    |                           |
|      |     | Großsteingrab Bornhöved 28                             | Bornhöved                                     | SE           |                              |                                                                    |                           |
|      |     | Großsteingrab Bornhöved 29                             | Bornhöved                                     | SE           |                              |                                                                    |                           |
|      |     | Großsteingrab Bornhöved 30                             | Bornhöved                                     | SE           |                              |                                                                    |                           |
| 156  |     | Großsteingrab Bovenau 2                                | Bovenau                                       | RD           |                              |                                                                    |                           |
|      | 47  | Großsteingrab Brammer                                  | Brammer                                       | RD           | erweiterter Dolmen           |                                                                    |                           |
| 42   |     | Großsteingrab Brekling                                 | Nübel, OT Brekling                            | SL           | erweiterter Dolmen           | 1894 vernietigd                                                    |                           |
|      | 4   | Großsteingrab Brügge 1                                 | Brügge                                        | RD           | erweiterter Dolmen           |                                                                    |                           |
|      | 5   | Großsteingrab Brügge 2                                 | Brügge                                        | RD           | erweiterter Dolmen           |                                                                    |                           |
|      | 6   | Großsteingrab Brügge 3                                 | Brügge                                        | RD           | erweiterter Dolmen           |                                                                    |                           |
|      | 13  | Großsteingrab Brügge 4                                 | Brügge                                        | RD           |                              |                                                                    |                           |
|      | 14  | Großsteingrab Brügge 5                                 | Brügge                                        | RD           |                              |                                                                    |                           |
|      |     | Großsteingrab Bucholz                                  | Buchholz                                      | HEI          |                              |                                                                    |                           |
|      |     | Großsteingrab Bülk                                     | Dänischenhagen/Schwedeneck/Strande (Gut Bülk) | RD           | erweiterter Dolmen           |                                                                    |                           |
|      | 8   | Großsteingrab Busdorf 1                                | Busdorf                                       | SL           | Ganggrab                     |                                                                    |                           |
|      | 9   | Großsteingrab Busdorf 2                                | Busdorf                                       | SL           |                              |                                                                    |                           |
|      | 10  | Großsteingrab Busdorf 3                                | Busdorf                                       | SL           |                              |                                                                    |                           |
| 233  |     | Großsteingrab Damsdorf 1                               | Damsdorf                                      | SE           |                              |                                                                    |                           |
| 234  |     | Großsteingrab Damsdorf 2                               | Damsdorf                                      | SE           | Ganggrab (Holsteiner Kammer) |                                                                    |                           |
| 235  |     | Großsteingrab Damsdorf 3                               | Damsdorf                                      | SE           | erweiterter Dolmen           |                                                                    |                           |
| 236  |     | Großsteingrab Damsdorf 4                               | Damsdorf                                      | SE           |                              |                                                                    |                           |
|      | 63  | Großsteingrab Dänischenhagen                           | Dänischenhagen                                | RD           | erweiterter Dolmen           | 1969 onderzocht                                                    |                           |
|      |     | Großsteingrab Dassendorf 1                             | Dassendorf                                    | RZ           |                              |                                                                    |                           |
|      |     | Großsteingrab Dassendorf 2                             | Dassendorf                                    | RZ           |                              |                                                                    |                           |
|      |     | Großsteingrab Dazendorf 1                              | Gremersdorf, OT Dazendorf                     | OH           | Urdolmen                     |                                                                    |                           |
|      |     | Großsteingrab Dazendorf 2                              | Gremersdorf, OT Dazendorf                     | OH           | Ganggrab (Holsteiner Kammer) |                                                                    |                           |
|      |     | Großsteingrab Dazendorf 3                              | Gremersdorf, OT Dazendorf                     | OH           | erweiterter Dolmen           |                                                                    |                           |
|      |     | Großsteingrab Dollerup                                 | Dollerup                                      | SL           |                              | Drie grafkamers in één hunebed                                     |                           |
|      | 14  | Großsteingrab Eckernförde                              | Eckernförde                                   | RD           |                              |                                                                    |                           |
|      |     | Großsteingrab Eggstedt                                 | Eggstedt                                      | HEI          |                              |                                                                    |                           |
|      |     | Großsteingrab Eichtal 2                                | Gammelby, OT Eichtal                          | RD           |                              |                                                                    |                           |
|      | 6   | Großsteingrab Eichtal 3                                | Gammelby, OT Eichtal                          | RD           |                              |                                                                    |                           |
| 174  |     | Großsteingrab Eisendorf 2                              | Eisendorf                                     | RD           |                              |                                                                    |                           |
| 175  |     | Großsteingrab Eisendorf 3                              | Eisendorf                                     | RD           | erweiterter Dolmen           |                                                                    |                           |
|      |     | Großsteingrab Eisendorf 4                              | Eisendorf                                     | RD           |                              |                                                                    |                           |
|      |     | Großsteingrab Ellund                                   | Handewitt, OT Ellund                          | SL           |                              |                                                                    |                           |
|      | 10  | Großsteingrab Fleckeby-Götheby-Holm                    | Fleckeby, OT Götheby-Holm                     | RD           | erweiterter Dolmen           |                                                                    |                           |
|      |     | Großsteingrab Flehm 3                                  | Högsdorf, OT Flehm                            | PLÖ          |                              |                                                                    |                           |
|      | 5   | Großsteingrab Flensburg                                | Flensburg                                     | FL           |                              |                                                                    |                           |
|      |     | Großsteingrab Frestedt 2 („Felsengrab“)                | Frestedt                                      | HEI          |                              |                                                                    |                           |
|      |     | Großsteingrab Freudenholm                              | Schellhorn, OT Freudenholm                    | PLÖ          |                              |                                                                    |                           |
|      |     | Großsteingrab Frörup                                   | Oeversee, OT Frörup                           | SL           |                              |                                                                    |                           |
|      |     | Großsteingräber bei Futterkamp                         | Blekendorf, OT Futterkamp                     | PLÖ          |                              | meerdere vernietigde graven                                        |                           |
|      |     | Großsteingrab Gahlendorf („Opfergrab“)                 | Fehmarn, OT Gahlendorf                        | OH (Fehmarn) |                              |                                                                    |                           |
|      |     | Großsteingrab Gelting                                  | Gelting                                       | SL           |                              |                                                                    |                           |
|      |     | Großsteingrab Geltorf                                  | Geltorf                                       | SL           |                              |                                                                    |                           |
|      | 16  | Großsteingrab Gönnebek 2                               | Gönnebek                                      | SE           | Ganggrab                     |                                                                    |                           |
|      |     | Großsteingrab Großenbrode 3                            | Großenbrode                                   | OH           | Ganggrab (Holsteiner Kammer) |                                                                    |                           |
|      |     | Großsteingrab Großenrade 1                             | Großenrade                                    | HEI          |                              |                                                                    |                           |
|      |     | Großsteingrab Großenrade 2                             | Großenrade                                    | HEI          |                              |                                                                    |                           |
|      |     | Großsteingrab Großsolt                                 | Großsolt                                      | SL           |                              |                                                                    |                           |
|      |     | Großsteingrab Großsoltbrück                            | Großsolt, OT Großsoltbrück                    | SL           |                              |                                                                    |                           |
| 37   |     | Großsteingrab Großsoltfeld („Die grauen Steine“)       | Großsolt                                      | SL           |                              | Drie grafkamers in één hunebed; in de omgeving nog meer grafkamers |                           |
|      |     | Großsteingrab Hamdorf 2                                | Hamdorf                                       | RD           |                              |                                                                    |                           |
|      |     | Großsteingrab Hamdorf 3                                | Hamdorf                                       | RD           |                              |                                                                    |                           |
|      |     | Großsteingrab Hamdorf 4                                | Hamdorf                                       | RD           |                              |                                                                    |                           |
|      |     | Großsteingrab Hamdorf 5                                | Hamdorf                                       | RD           |                              |                                                                    |                           |
|      |     | Großsteingrab Hamdorf 6                                | Hamdorf                                       | RD           |                              |                                                                    |                           |
|      |     | Großsteingrab Handewitt                                | Handewitt                                     | SL           |                              |                                                                    |                           |
|      |     | Großsteingrab Hasenthal 1                              | Geesthacht, OT Hasenthal                      | RZ           |                              |                                                                    |                           |
|      |     | Großsteingrab Hasenthal 2                              | Geesthacht, OT Hasenthal                      | RZ           |                              |                                                                    |                           |
|      |     | Großsteingrab Hasenthal 3                              | Geesthacht, OT Hasenthal                      | RZ           |                              |                                                                    |                           |
|      |     | Großsteingrab Hasenthal 4                              | Geesthacht, OT Hasenthal                      | RZ           |                              |                                                                    |                           |
|      |     | Großsteingräber bei Havetoft                           | Havetoft                                      | SL           |                              | meerdere vernietigde graven                                        |                           |
|      |     | Großsteingrab Hemmelmark 14                            | Barkelsby, OT Gut Hemmelmark                  | RD           |                              |                                                                    |                           |
|      |     | Großsteingrab Hemmelmark 15                            | Barkelsby, OT Gut Hemmelmark                  | RD           |                              |                                                                    |                           |
|      |     | Großsteingrab Hemmelmark 16                            | Barkelsby, OT Gut Hemmelmark                  | RD           |                              |                                                                    |                           |
|      |     | Großsteingrab Hemmelmark 17                            | Barkelsby, OT Gut Hemmelmark                  | RD           |                              |                                                                    |                           |
|      |     | Großsteingrab Hennstedt 1                              | Hennstedt                                     | HEI          |                              |                                                                    |                           |
|      |     | Großsteingrab Hennstedt 2                              | Hennstedt                                     | HEI          |                              |                                                                    |                           |
|      |     | Großsteingrab Hohenfelde                               | Sehestedt, OT Hohenfelde                      | RD           |                              |                                                                    |                           |
|      |     | Großsteingrab Hohenwestedt                             | Hohenwestedt                                  | RD           |                              |                                                                    |                           |
|      |     | Großsteingräber bei Holming                            | Havetoft, OT Holming                          | SL           |                              | mehrere Gräber                                                     |                           |
|      | 69  | Großsteingrab Holtsee                                  | Holtsee                                       | RD           |                              |                                                                    |                           |
|      |     | Großsteingrab Hostrup                                  | Havetoft, OT Hostrup                          | SL           |                              |                                                                    |                           |
|      |     | Großsteingrab Hülsenhain                               | Waabs, OT Hülsenhain                          | RD           |                              |                                                                    |                           |
|      |     | Großsteingrab Husby                                    | Husby                                         | SL           |                              |                                                                    |                           |
|      |     | Großsteingrab Juliusburg                               | Juliusburg                                    | RZ           |                              |                                                                    |                           |
|      |     | Großsteingrab Kalleby                                  | Steinbergkirche, OT Kalleby                   | SL           |                              |                                                                    |                           |
|      |     | Großsteingrab Kampen 4                                 | Kampen (Sylt)                                 | NF (Sylt)    | Polygonaldolmen              | Drie grafkamers in één hunebed; in de jaren 1870 vernietigd        |                           |
|      |     | Großsteingrab Katharinenhof 6                          | Fehmarn, OT Katharinenhof                     | OH (Fehmarn) |                              |                                                                    |                           |
|      |     | Großsteingrab Kembs 1                                  | Gremersdorf, OT Kembs                         | OH           | erweiterter Dolmen?          |                                                                    |                           |
|      |     | Großsteingrab Kembs 2                                  | Gremersdorf, OT Kembs                         | OH           | erweiterter Dolmen?          |                                                                    |                           |
|      |     | Großsteingrab Kittlitz 1                               | Kittlitz                                      | RZ           |                              |                                                                    |                           |
|      |     | Großsteingrab Kittlitz 2                               | Kittlitz                                      | RZ           |                              |                                                                    |                           |
|      |     | Großsteingrab Klamp                                    | Klamp                                         | PLÖ          |                              |                                                                    |                           |
|      | 7   | Großsteingrab Klein-Dannewerk                          | Dannewerk, OT Klein-Dannewerk                 | SL           |                              |                                                                    |                           |
|      |     | Großsteingrab Kleinhastedt                             | Süderhastedt, OT Kleinhastedt                 | HEI          |                              |                                                                    |                           |
|      | 34  | Großsteingrab Kleinwolstrup 1                          | Freienwill, OT Kleinwolstrup                  | SL           |                              |                                                                    |                           |
|      | 36  | Großsteingrab Kleinwolstrup 2                          | Freienwill, OT Kleinwolstrup                  | SL           |                              |                                                                    |                           |
|      |     | Großsteingrab Kluesries                                | Flensburg, OT Klues                           | FL           |                              |                                                                    |                           |
|      | 21  | Großsteingrab Kochendorf                               | Windeby, OT Kochendorf                        | RD           | erweiterter Dolmen           |                                                                    |                           |
|      | 86  | Großsteingrab Kosel                                    | Kosel                                         | RD           | Ganggrab                     |                                                                    |                           |
| 35   |     | Großsteingrab Kronsgaard („Smaahus“)                   | Kronsgaard                                    | SL           | erweiterter Dolmen?          |                                                                    | Großsteingrab Kronsgaard  |
|      |     | Großsteingrab Kröß 1                                   | Oldenburg in Holstein, OT Kröß                | OH           |                              |                                                                    |                           |
|      |     | Großsteingrab Kröß 2                                   | Oldenburg in Holstein, OT Kröß                | OH           |                              |                                                                    |                           |
|      |     | Großsteingrab Kröß 3                                   | Oldenburg in Holstein, OT Kröß                | OH           |                              |                                                                    |                           |
|      |     | Großsteingrab Kröß 4                                   | Oldenburg in Holstein, OT Kröß                | OH           |                              |                                                                    |                           |
|      |     | Großsteingrab Kücknitz (Fundstelle 77)                 | Lübeck, OT Kücknitz                           | HL           |                              |                                                                    |                           |
|      |     | Großsteingrab Kuden 1                                  | Kuden                                         | HEI          |                              |                                                                    |                           |
|      |     | Großsteingrab Kuden 2                                  | Kuden                                         | HEI          |                              |                                                                    |                           |
|      |     | Großsteingrab Langballig                               | Langballig                                    | SL           |                              |                                                                    |                           |
|      | 105 | Großsteingrab Leezen-Krems I                           | Leezen, OT Krems I                            | SE           | Ganggrab                     |                                                                    |                           |
|      | 3   | Großsteingrab Lehmbek 1                                | Borgstedt, OT Lehmbek                         | RD           |                              |                                                                    |                           |
|      | 1   | Großsteingrab Lehmbek 2                                | Borgstedt, OT Lehmbek                         | RD           |                              |                                                                    |                           |
|      |     | Großsteingrab Lunden                                   | Lunden                                        | HEI          |                              |                                                                    |                           |
|      |     | Großsteingräber bei Lütjenbrode                        | Großenbrode, OT Lütjenbrode                   | OH           |                              | mehrere zerstörte Gräber                                           |                           |
|      |     | Großsteingrab Markerup                                 | Husby, OT Markerup                            | SL           |                              |                                                                    |                           |
|      |     | Großsteingrab Mehlby                                   | Kappeln, OT Mehlby                            | SL           |                              |                                                                    |                           |
| 10   |     | Großsteingrab Morsum 1                                 | Sylt, OT Morsum                               | NF (Sylt)    | erweiterter Dolmen           | 1905 vernietigd                                                    |                           |
| 10   |     | Großsteingrab Morsum 2                                 | Sylt, OT Morsum                               | NF (Sylt)    | erweiterter Dolmen           | 1905 zerstört                                                      |                           |
|      | 14  | Großsteingrab Mözen                                    | Mözen                                         | SE           | erweiterter Dolmen           |                                                                    |                           |
|      | 4   | Großsteingrab Mühbrook                                 | Mühbrook                                      | RD           |                              |                                                                    |                           |
|      |     | Großsteingrab Munkbrarup („Der Ringsberg“)             | Munkbrarup                                    | SL           |                              |                                                                    |                           |
|      |     | Großsteingrab Müssen                                   | Müssen                                        | RZ           |                              |                                                                    |                           |
|      | 27  | Großsteingrab Neudorf-Bornstein 1                      | Neudorf-Bornstein                             | RD           | erweiterter Dolmen           |                                                                    |                           |
|      | 39  | Großsteingrab Neudorf-Bornstein 2                      | Neudorf-Bornstein                             | RD           |                              |                                                                    |                           |
|      |     | Großsteingrab Neudorf-Bornstein 3 (Fundstelle 11)      | Neudorf-Bornstein                             | RD           | erweiterter Dolmen           |                                                                    |                           |
|      |     | Großsteingrab Neudorf-Bornstein 4 (Fundstelle 18)      | Neudorf-Bornstein                             | RD           | erweiterter Dolmen           |                                                                    |                           |
|      |     | Großsteingrab Neuhaus                                  | Giekau, OT Neuhaus                            | PLÖ          |                              |                                                                    |                           |
|      |     | Großsteingrab Niebüll                                  |                                               | SL           |                              |                                                                    |                           |
| 34   |     | Großsteingrab Nieby                                    | Nieby                                         | SL           | onbekend                     |                                                                    | Großsteingrab Nieby       |
|      |     | Großsteingrab Niehuus                                  | Harrislee, OT Niehuus                         | SL           |                              |                                                                    |                           |
| 56   |     | Großsteingrab Norby                                    | Rieseby, OT Norby                             | RD           | erweiterter Dolmen           |                                                                    |                           |
| 23   |     | Großsteingrab Ohrfeld 1                                | Niesgrau, OT Ohrfeld                          | SL           |                              |                                                                    | Großsteingrab Ohrfeld 1   |
|      |     | Großsteingrab Ohrfeld 2                                | Niesgrau, OT Ohrfeld                          | SL           |                              |                                                                    |                           |
|      | 11  | Großsteingrab Osterby                                  | Osterby                                       | RD           | erweiterter Dolmen           | 1969 onderzocht                                                    |                           |
| 160  | 1   | Großsteingrab Osterrade                                | Bovenau, OT Osterrade                         | RD           | Ganggrab (Holsteiner Kammer) | 1961 onderzocht                                                    |                           |
|      |     | Großsteingrab Perdöl                                   | Belau (Gut Perdöl)                            | PLÖ          |                              |                                                                    |                           |
| 33   |     | Großsteingrab Philippstal                              | Steinbergkirche, OT Roikier (Philippstal)     | SL           |                              |                                                                    | Großsteingrab Philippstal |
|      |     | Großsteingrab Pommerby (Schleswig-Flensburg)           | Pommerby                                      | SL           |                              |                                                                    |                           |
|      |     | Großsteingrab Pommerby (Damp)                          | Damp, OT Pommerby                             | RD           | Ganggrab                     |                                                                    |                           |
|      |     | Großsteingrab Puls 2                                   | Puls                                          | IZ           |                              |                                                                    |                           |
|      |     | Großsteingräber bei Puls                               | Puls                                          | IZ           |                              | meerdere vernietigde kamers                                        |                           |
|      |     | Großsteingrab Quern                                    | Steinbergkirche, OT Quern                     | SL           |                              |                                                                    |                           |
|      |     | Großsteingrab Rabenkirchen                             | Rabenkirchen-Faulück, OT Rabenkirchen         | SL           |                              |                                                                    |                           |
|      | 37  | Großsteingrab Ramsdorf 3                               | Owschlag, OT Ramsdorf                         | RD           |                              |                                                                    |                           |
|      | 1   | Großsteingrab Rastorf 4                                | Rastorf                                       | PLÖ          |                              |                                                                    |                           |
|      | 38  | Großsteingrab Ratekau                                  | Ratekau                                       | OH           | Ganggrab                     |                                                                    |                           |
| 24   |     | Großsteingrab Ringsberg (Großsteingrab Ranmark)        | Ringsberg                                     | SL           | Ganggrab                     |                                                                    |                           |
|      |     | Großsteingrab Ritzerau                                 | Ritzerau                                      | RZ           |                              |                                                                    |                           |
|      |     | Großsteingrab Röbsdorf                                 | Probsteierhagen, OT Röbsdorf                  | PLÖ          |                              |                                                                    |                           |
|      |     | Großsteingrab Rüde                                     | Munkbrarup, OT Rüde                           | SL           |                              |                                                                    |                           |
|      |     | Großsteingrab Schlamersdorf                            | Seedorf, OT Schlamersdorf                     | SE           |                              |                                                                    |                           |
| 229  |     | Großsteingrab Schmalensee                              | Schmalensee                                   | SE           |                              |                                                                    |                           |
| 141  |     | Großsteingrab Schrum                                   | Schrum                                        | HEI          | Steinkiste                   |                                                                    |                           |
|      | 15  | Großsteingrab Schülldorf                               | Schülldorf                                    | RD           |                              | 1975 in het kader van een autobahn onderzocht                      |                           |
|      | 5   | Großsteingrab Schwesing 2                              | Schwesing                                     | NF           |                              |                                                                    |                           |
|      | 6   | Großsteingrab Schwesing 3                              | Schwesing                                     | NF           |                              |                                                                    |                           |
|      | 7   | Großsteingrab Schwesing 4                              | Schwesing                                     | NF           |                              |                                                                    |                           |
|      | 8   | Großsteingrab Schwesing 5                              | Schwesing                                     | NF           |                              |                                                                    |                           |
|      |     | Großsteingrab Seedorf                                  | Seedorf                                       | SE           |                              | sechs Grabkammern in einem Hünenbett                               |                           |
|      | 28  | Großsteingrab Selk                                     | Selk                                          | SL           |                              |                                                                    |                           |
|      |     | Großsteingrab Sirksfelde                               | Sirksfelde                                    | RZ           |                              |                                                                    |                           |
|      | 32  | Großsteingrab Sörup-Möllmark                           | Sörup, OT Möllmark                            | SL           |                              |                                                                    |                           |
|      |     | Großsteingrab Steinberg                                | Steinberg (Schleswig)                         | SL           |                              |                                                                    |                           |
|      |     | Großsteingrab Sterup                                   | Sterup                                        | SL           |                              |                                                                    |                           |
|      |     | Großsteingrab Stobdrup                                 | Niesgrau, OT Stobdrup                         | SL           |                              |                                                                    |                           |
|      |     | Großsteingrab Stöfs                                    | Behrensdorf (Ostsee), OT Stöfs                | PLÖ          |                              |                                                                    |                           |
|      | 66  | Großsteingrab Süderbrarup                              | Süderbrarup                                   | SL           | erweiterter Dolmen           |                                                                    |                           |
|      | 3   | Großsteingrab Süderende                                | Süderende                                     | NF (Föhr)    | Polygonaldolmen              |                                                                    |                           |
| 41   |     | Großsteingrab Süderfahrenstedt 1                       | Süderfahrenstedt                              | SL           |                              |                                                                    |                           |
| 41   |     | Großsteingrab Süderfahrenstedt 2                       | Süderfahrenstedt                              | SL           |                              |                                                                    |                           |
| 41   |     | Großsteingrab Süderfahrenstedt 3                       | Süderfahrenstedt                              | SL           |                              |                                                                    |                           |
|      | 55  | Großsteingrab Sülfeld-Tönningstedt                     | Sülfeld, OT Tönningstedt                      | SE           | erweiterter Dolmen           |                                                                    |                           |
|      |     | Großsteingrab Svenstrup 1                              |                                               | SL           |                              |                                                                    |                           |
|      |     | Großsteingrab Svenstrup 2                              |                                               | SL           |                              |                                                                    |                           |
|      |     | Großsteingrab Svenstrup 3                              |                                               | SL           |                              |                                                                    |                           |
|      |     | Großsteingrab Tarbek 3                                 | Tarbek                                        | SE           |                              |                                                                    |                           |
|      |     | Großsteingrab Tensfeld 2                               | Tensfeld                                      | SE           |                              |                                                                    |                           |
|      |     | Großsteingräber an der Tensfelder Au                   | Damsdorf/Seedorf                              | SE           |                              | meerdere vernietigde graven tussen Tensfelder Au en de Stocksee    |                           |
|      |     | Großsteingrab Thomsdorf                                | Riepsdorf, OT Thomsdorf                       | OH           |                              |                                                                    |                           |
|      |     | Großsteingrab Tielenbrücke                             | Tellingstedt                                  | HEI          |                              |                                                                    |                           |
|      | 29  | Großsteingrab Tralau                                   | Travenbrück, OT Tralau                        | OD           | erweiterter Dolmen           |                                                                    |                           |
|      |     | Großsteingrab Unewatt                                  | Langballig, OT Unewatt                        | SL           |                              |                                                                    |                           |
|      |     | Großsteingrab Utersum 2                                | Utersum                                       | NF (Föhr)    | Sonderform                   |                                                                    |                           |
|      |     | Großsteingrab Vaale 1                                  | Vaale                                         | IZ           |                              |                                                                    |                           |
|      |     | Großsteingrab Vaale 2                                  | Vaale                                         | IZ           |                              |                                                                    |                           |
|      |     | Großsteingrab Vaale 3                                  | Vaale                                         | IZ           |                              |                                                                    |                           |
|      |     | Großsteingrab Vaale 4                                  | Vaale                                         | IZ           |                              |                                                                    |                           |
|      | 26  | Großsteingrab Viöl 1                                   | Viöl                                          | NF           | erweiterter Dolmen           |                                                                    |                           |
|      | 27  | Großsteingrab Viöl 2                                   | Viöl                                          | NF           | erweiterter Dolmen           |                                                                    |                           |
|      |     | Großsteingrab Vitzdorf                                 | Fehmarn, OT Vitzdorf                          | OH (Fehmarn) |                              |                                                                    |                           |
|      | 8   | Großsteingrab Wagersrott                               | Wagersrott                                    | SL           |                              |                                                                    |                           |
|      |     | Großsteingrab Wanderup                                 | Wanderup                                      | SL           |                              |                                                                    |                           |
|      |     | Großsteingrab Wattenbek                                | Wattenbek                                     | RD           |                              |                                                                    |                           |
|      |     | Großsteingrab Wedel                                    |                                               | RD           |                              |                                                                    |                           |
| 16   |     | Großsteingrab Wees                                     | Wees, OT Himmershoi                           | SL           | Dolmen                       |                                                                    |                           |
|      | 12  | Großsteingrab Wenningstedt 2                           | Wenningstedt-Braderup (Sylt)                  | NF (Sylt)    |                              |                                                                    |                           |
| 32   |     | Großsteingrab Weseby                                   | Hürup, OT Weseby                              | SL           | unbekannt                    |                                                                    | Großsteingrab Weseby      |
|      | 10  | Großsteingrab Westerholm                               | Steinbergkirche, OT Westerholm                | SL           |                              | 2 Gräber?                                                          |                           |
| 161  |     | Großsteingrab Wittenbergen („Operstein“, „Riesengrab“) | Hamdorf, OT Wittenbergen                      | RD           | Ganggrab                     |                                                                    |                           |
|      |     | Großsteingrab Wittkiel                                 | Stoltebüll                                    | SL           |                              |                                                                    |                           |
|      |     | Großsteingrab Wulfen (Fehmarn)                         | Fehmarn, OT Wulfen                            | OH (Fehmarn) | erweiterter Dolmen           | twee grafkamers in één hunebed; 2010 werd het nagebouwd            |                           |